# Amund Helland

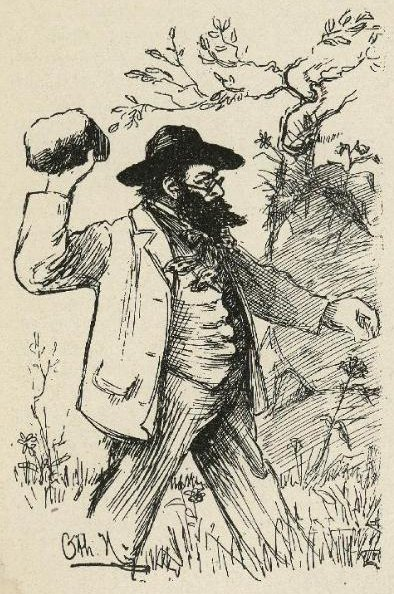
Amund Helland. Teckning av Othar Holmboe (1895).

Amund Theodor Helland, född 11 oktober 1846 i Bergen, död 15 november 1918 i Kristiania, var en norsk geolog.
Helland blev student 1864, avlade 1868 mineralogisk ämbetsexamen och blev 1874 universitetsstipendiat i geologi. Efter professor Sjur Aamundssøn Sexes avgång 1879 föreläste han över bergbyggnad och utnämndes 1885 till extra ordinarie professor i bergbyggnad och geologi. Från 1870 gjorde han vidsträckta resor och noggranna undersökningar och framlagt resultaten därav i en serie vetenskapliga och populära skrifter. Bland de senare märks Om jordklodens bygning (1878). Hans tidigaste verksamhet hade till föremål undersökning av koppar- och svavelkisgruvor. Dit hör arbetena Kongsbergs sølvværks drift før og nu (1885), där han tog till orda för en utvidgning av driften och som föranledde hans insättande i en kommitté för utarbetande av en plan för verkets framtida drift, Haandbog i grubedrift (I-III, 1887) och Norsk bergret med udsigt over andre landes bergværkslovgivning (1892). 
Sedermera började han utforska fjordarnas och insjöarnas bildning, glaciärbildningar samt isperioden i sin helhet, och i sina teorier närmar han sig de skotska geologerna av Andrew Ramsays skola. Hans Svenske geologer om indsjøerne (i "Archiv for mathematik og naturvidenskab", IX) framkallade genmälen av Alfred Nathorst och Alfred Elis Törnebohm (i "Geologiska föreningens förhandlingar", VIII). Slutligen ägnade han sin verksamhet åt Norges geologiske undersøkelse: Jordbunden i Norge (1893) och specialbeskrivningar över jordmånen i amten Jarlsberg og Larvik och Romsdal samt på Lofoten och Vesterålen (1893-97). Från 1896 ledde han utgivandet av "Norges land og folk".